# Броштень (Караш-Северін)
Броштень, Броштені (рум. Broșteni) — село у повіті Караш-Северін в Румунії. Адміністративно підпорядковане місту Оравіца.
Село розташоване на відстані 357 км на захід від Бухареста, 33 км на південний захід від Решиці, 85 км на південний схід від Тімішоари.

## Населення
За даними перепису населення 2002 року у селі проживали 682 особи.
Національний склад населення села:
| Національність | Кількість осіб | Відсоток |
| -------------- | -------------- | -------- |
| румуни         | 613            | 89,9%    |
| цигани         | 59             | 8,7%     |
| угорці         | 6              | 0,9%     |

Рідною мовою назвали:
| Мова      | Кількість осіб | Відсоток |
| --------- | -------------- | -------- |
| румунська | 612            | 89,7%    |
| циганська | 58             | 8,5%     |
| угорська  | 7              | 1,0%     |